# Krugbrücke

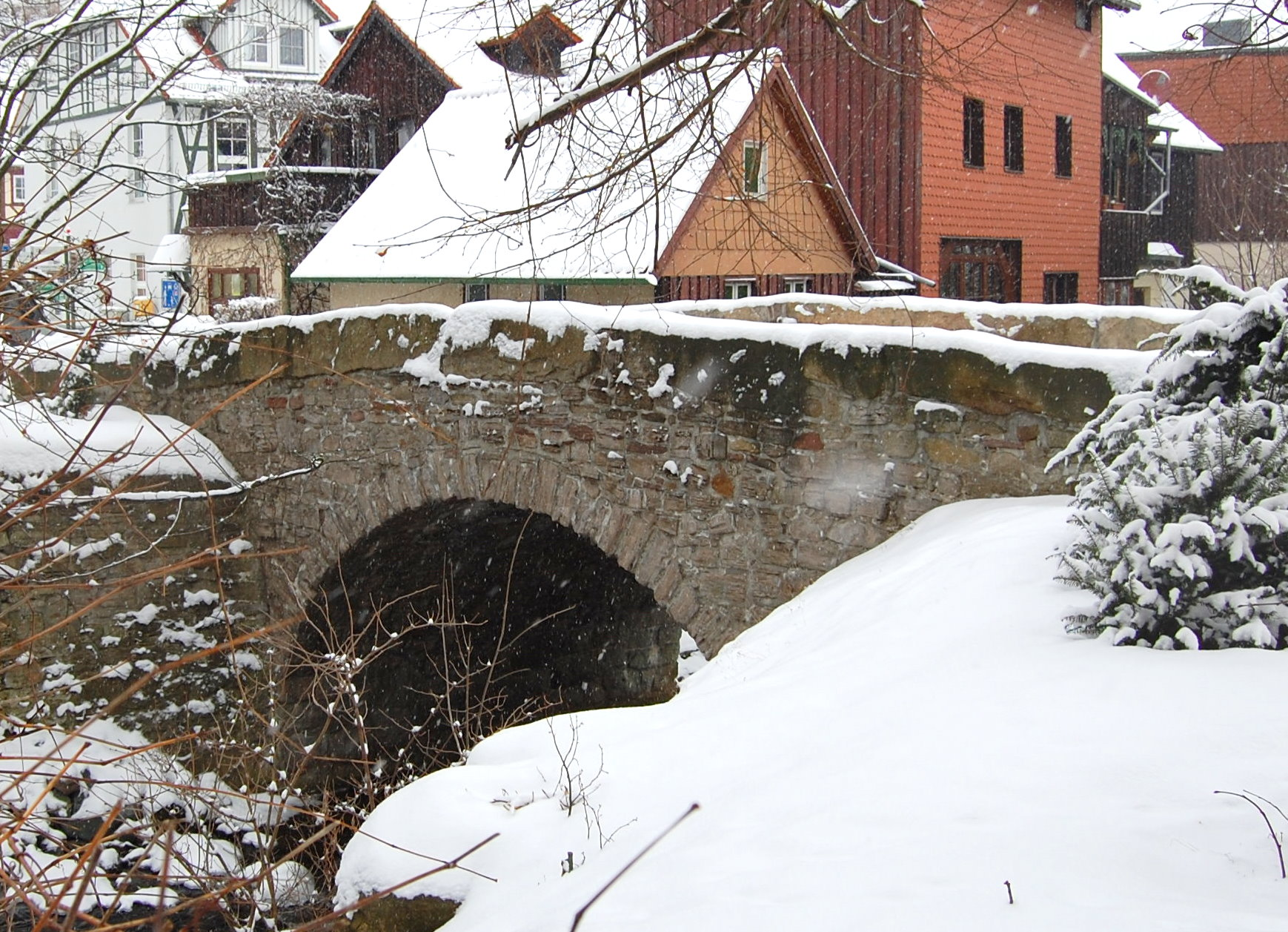
Krugbrücke im Winter

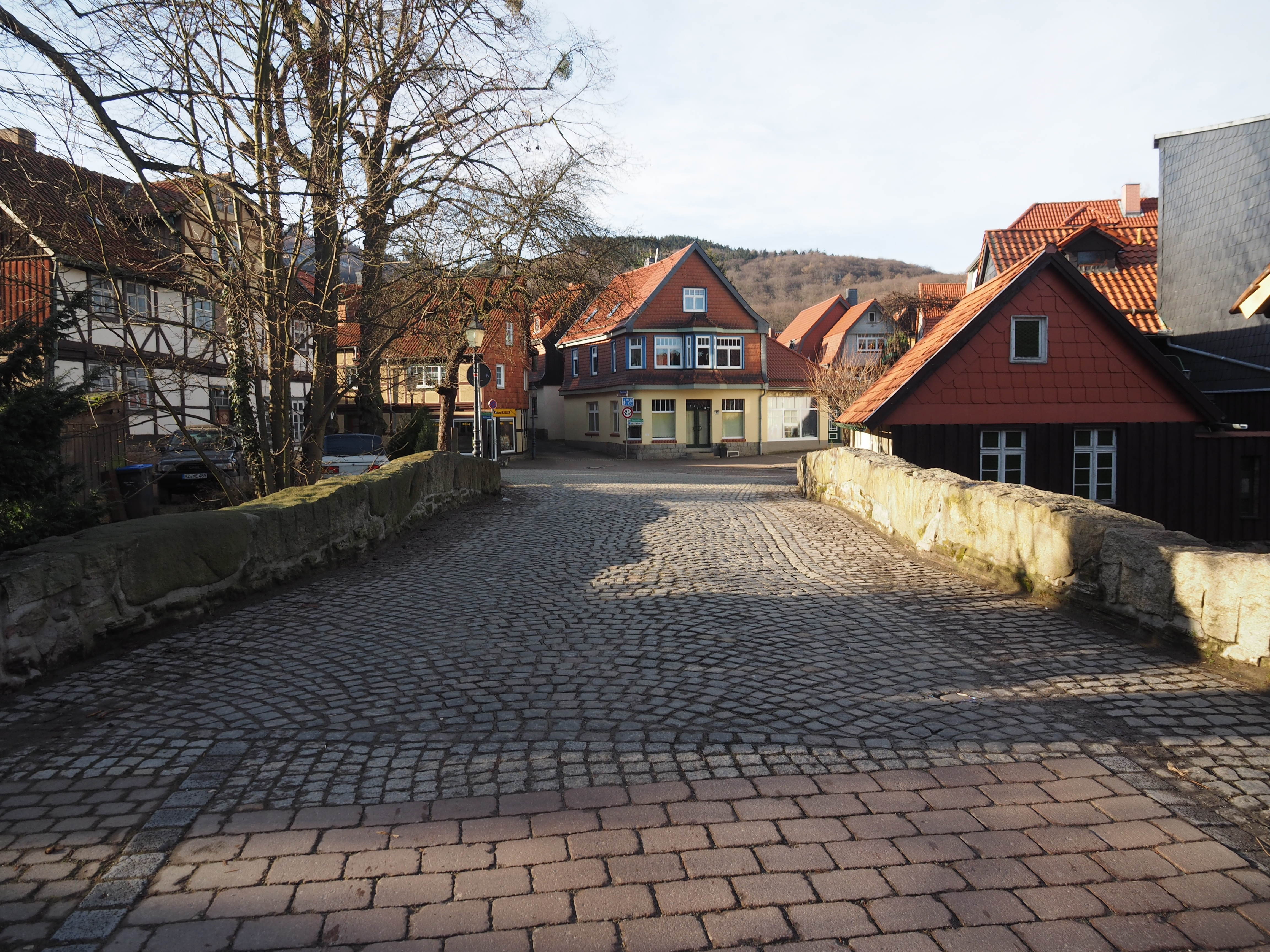
Fahrbahn auf der Krugbrücke

Die Krugbrücke ist eine unter Denkmalschutz stehende Brücke über die Ilse in Ilsenburg im Harz.
Die massive aus Granit errichtete Rundbogenbrücke stammt aus dem 18. Jahrhundert. Sie hat eine Länge von 6 Metern bei einer Scheitelhöhe von 3,20 Meter. Die Breite beträgt 6 Meter. An den zum Brückenbau verwendeten Granitblöcken lässt sich noch die zur Bauzeit angewandte alte Spalttechnik erkennen.
In diesem Bereich befindliche Brücken über die Ilse waren in der Vergangenheit Teil der mittelalterlichen nördlichen Harzrandstraße. Die heutige Krugbrücke im Verlauf der Pfarrstraße hat verkehrstechnisch nur lokale Bedeutung.